# مؤسسه ون اندل
موسسه ون اندل (به انگلیسی: Van Andel Institute) یا به اختصار (VAI) یک سازمان ۵۰۱ (سی)(۳) غیرانتفاعی در حوزه تحقیقاتی پزشکی و علوم پایه در گرند رپیدز، میشیگان است. VAI توسط جی و بتی ون اندل در سال 1996 تأسیس شد.
بخش عمده‌ای از تحقیقات این موسسه بر روی اپی ژنتیک سرطان و بیماری پارکینسون متمرکز است.

## پژوهش
دانشمندان انستیتوی تحقیقاتی ون اندل با هدف توسعه یافتن درمان های جدید بر روی موضوعات مختلف زیست‌شناسی تحقیق می‌کنند. بخش عمده‌ای از این حوزه ها عبارتند از: اساس اپی ژنتیکی، ژنتیکی، سلولی و ساختاری در بیماری‌های سرطان، پارکینسون، آرتروز، نوروفیبروماتوز نوع ۱، آلزایمر، پریون و سارکوم یوینگ.
در سال های ۲۰۰۹ و ۲۰۱۱ این مؤسسه به‌عنوان بهترین مکان برای تحقیقات پسادکتری نامگذاری شد. همچنین، در سال ۲۰۱۰ به‌عنوان بهترین محیط آکادمیک در دنیا برای تحقیقات دانشمندان انتخاب شد.